# Florian Volpe
Florian Volpe (Sète, Francia, 19 de mayo de 1990) es un futbolista francés. Juega de mediocampista. Es el primer futbolista francés, en jugar en la historia del fútbol profesional chileno.

## Carrera
Comenzó su carrera en 2008 en la filial del Montpellier Hérault Sport Club (Montpellier B), en la cuarta división del país galo, donde alcanzó a jugar 7 partidos oficiales, marcando un gol. Deambuló luego por diversos equipos franceses amateurs, como el AS Frontignan y el Sète, de la Liga regional de Languedoc-Rosellón.
A fines de 2012 recaló en Chile, siendo contratado por el club Magallanes de la Segunda División de dicho país. Debutó en partidos oficiales por el club carabalero el 7 de julio de 2013, en el empate 2 a 2 frente a Audax Italiano, en un partido válido por la fase de grupos de la Copa Chile 2013-14, disputado en el Estadio Bicentenario Municipal de La Florida.

## Clubes
| Club          | País    | Año       |
| ------------- | ------- | --------- |
| Montpellier B | Francia | 2008-2009 |
| FC Sète       | Francia | 2009-2010 |
| AS Frontignan | Francia | 2011-2012 |
| Magallanes    | Chile   | 2013-2014 |